# E-Genius
Der e-Genius ist ein personentragendes Flugzeug, das vom Institut für Flugzeugbau der Universität Stuttgart entwickelt wurde. Ursprünglich war er mit einem rein batterie-elektrischen Antriebsstrang ausgestattet. Durch die Entwicklung eines externen Range-Extenders wurde der e-Genius optional zu einem Hybridelektroflugzeug. Derzeit (Stand: Januar 2019) wird das Flugzeug durch den Einbau eines festen internen Dieselgenerators auf einen permanenten Hybridantrieb umgerüstet.
In der Konfiguration mit batterie-elektrischem Antriebsstrang ist der e-Genius das Elektroflugzeug mit der größten Reichweite, das kontinuierlich betrieben wird. Das Flugzeug wird für die Erforschung und Erprobung des elektrischen und hybrid-elektrischen Fliegens eingesetzt und ist auf dem Flugplatz Pattonville bei Stuttgart stationiert.

## Geschichte

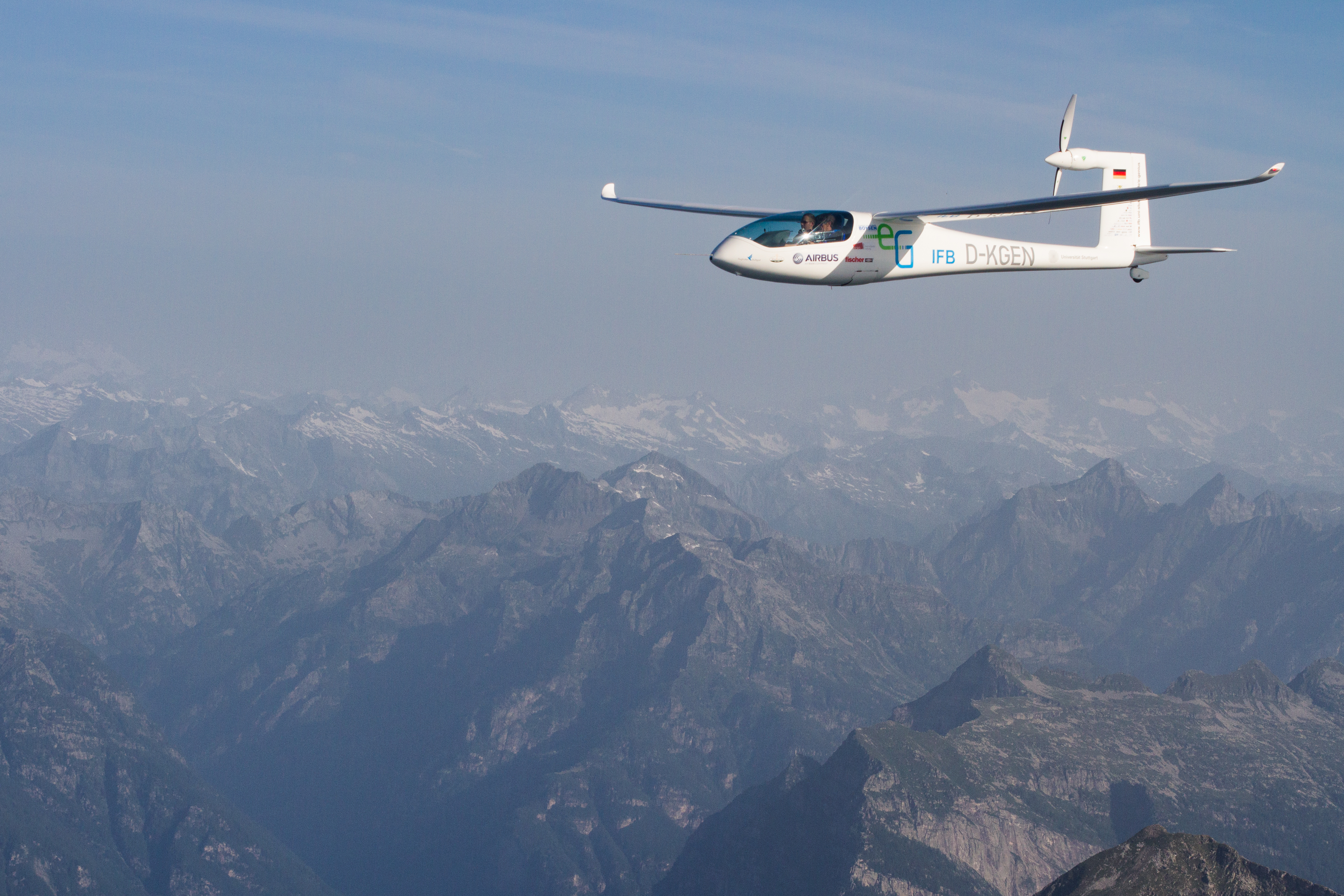
e-Genius über den Alpen

Der e-Genius wurde am Institut für Flugzeugbau der Universität Stuttgart (IFB) unter der Leitung von Rudolf Voit-Nitschmann entwickelt und gebaut. Das Flugzeug basiert auf dem Hydrogenius, einem theoretischen Entwurf eines Brennstoffzellenflugzeugs, mit dem 2006 der Berblinger-Preis der Stadt Ulm gewonnen werden konnte. Mit dem e-Genius wurde am IFB nach dem Icaré II das zweite praxistaugliche Flugzeug mit alternativem Antriebskonzept entwickelt.
Der Großteil des Flugzeugs wurde in nur acht Monaten zwischen Oktober 2010 und Mai 2011 in der Werkstatt des Instituts gebaut.
Am 25. Mai 2011 fand auf dem Werksflugplatz der Firma Grob Aircraft in Mindelheim-Mattsies der Erstflug statt.
Nur drei Wochen nach dem Erstflug konnte der e-Genius bereits seine Leistungsfähigkeit unter Beweis stellen, indem im Rahmen der Flugerprobung schon die Aufgabe der Green Flight Challenge geflogen wurde, an welcher das Flugzeug im Herbst desselben Jahres teilnahm.

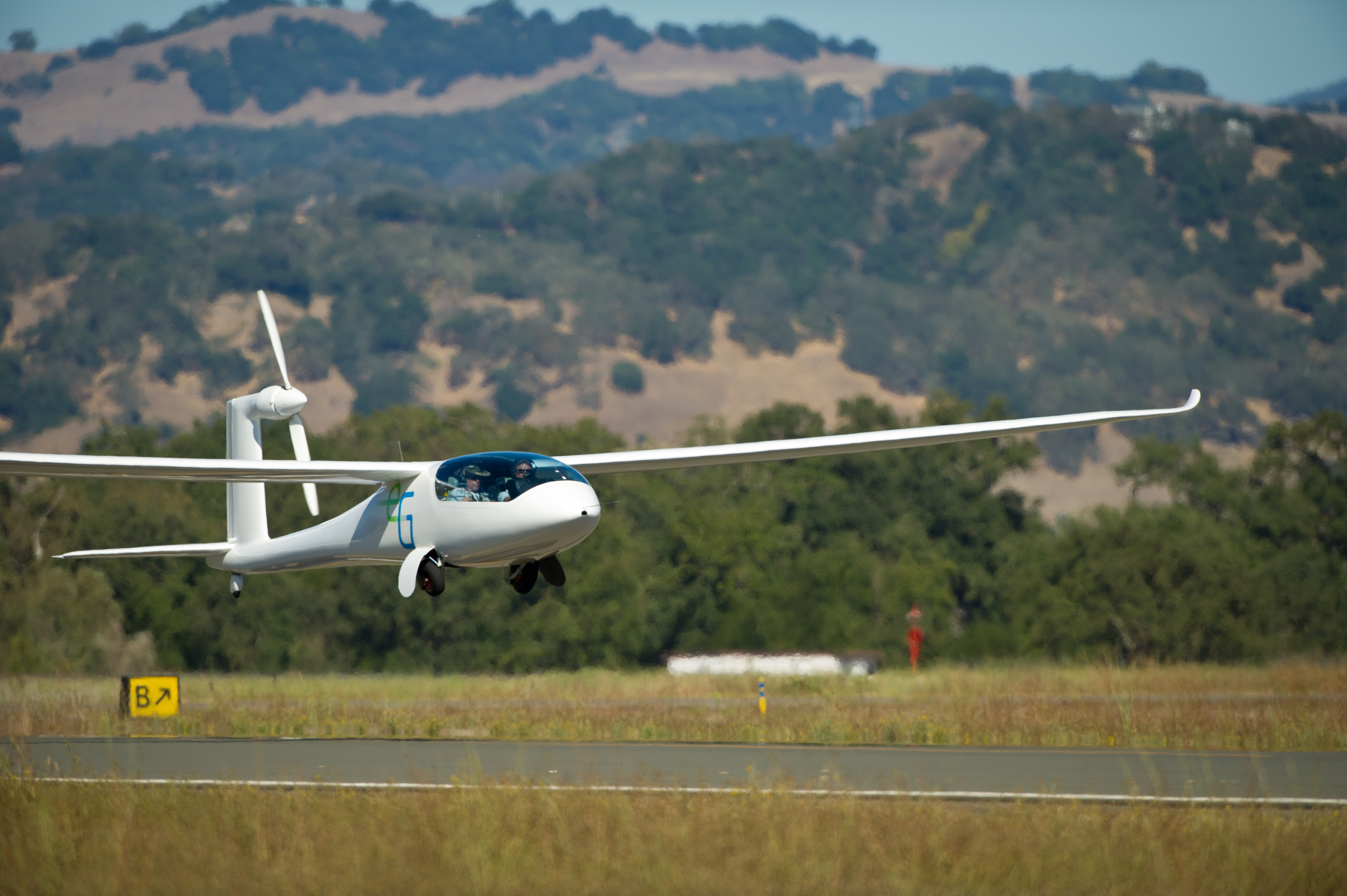
e-Genius bei der Green Flight Challenge

Bei der Green Flight Challenge der Comparative Aircraft Flight Efficiency (CAFE) war ein Flugzeug gesucht, das eine Strecke von mindestens 320 Kilometer mit einer Reisegeschwindigkeit von mindestens 160 km/h fliegen kann und dabei weniger als 1,176 Liter Benzinäquivalent pro 100 Kilometer (eine Gallone auf 200 Meilen) und Passagier verbrauchen darf. Bei diesem Wettbewerb gewann der e-Genius den Lindbergh Prize für das leiseste Flugzeug und erzielte in der Gesamtwertung der Green Flight Challenge den zweiten Platz.
Am 14. August 2013 flog der e-Genius im Rahmen eines Erprobungsfluges am Stück 400 km in vier Runden zu jeweils 100 km mit Durchschnittsgeschwindigkeiten von 140–175 km/h.
Im September 2013 nahm der e-Genius am Green Speed Cup teil. Dabei legte er die 560 km von Pattonville nach Strausberg in knapp vier Stunden Flugzeit zurück. Ein Zwischenstopp erfolgte in Dessau. Den Wettbewerb mit je einem Wertungsflug über 282 km und 405 km gewann das Stuttgarter Flugzeug, wobei die eigene Punktzahl mehr als das Vierfache der Punktzahl des Zweitplatzierten betrug.
Im Juli 2015 überquerte der e-Genius als erstes Elektroflugzeug die Alpen. Um vom Flugplatz Hahnweide bei Stuttgart den norditalienischen Platz Calcinate del Pesce bei Varese zu erreichen, wurden über 320 km Distanz zurückgelegt. Die über 3000 m hohen Gipfel in der Zentralschweiz überflog der e-Genius dabei in einer sicheren Höhe von nahezu 4000 m. Der Rückflug fand am Nachmittag des gleichen Tages statt. Der steile Alpenanstieg in der Südschweiz konnte jedoch nicht auf der Route des Hinflugs bewältigt werden. Um ausreichend Zeit für den Steigflug auf 4000 m Höhe zu gewinnen, verlief die Rückflugroute daher über den Gotthardpass und war mit 365 km nochmals deutlich länger als der Flug am Vormittag.

## Konstruktion
Der e-Genius ist ein zweisitziger Reisemotorsegler in CFK-Faserverbundbauweise mit Einziehfahrwerk. Die Cockpithaube sowie der Flügel stammen vom Pipistrel Taurus, wobei der breitere Flügel des e-Genius in Schulterdecker-Anordnung verwendet wird. Die Piloten sitzen nebeneinander in einem gegenüber dem Taurus etwa 4 cm verlängertem und verbreitertem Cockpit, das Höhenleitwerk entstand in der Negativform der Stuttgarter fs 35. Der Antrieb erfolgt über einen wassergekühlten permanenterregten Synchronmotor, der einen elektrisch verstellbaren Zugpropeller mit 2,2 m Durchmesser antreibt. Der 27 kg schwere Motor des slowenischen Herstellers Sineton wird momentan mit einer Dauerleistung von 40 kW und einer Startleistung von 72 kW betrieben. Die Antriebseinheit ist am oberen Ende der Seitenleitwerksflosse des konventionellen Kreuzleitwerks angebracht. Die Lithium-Ionen-Akkumulatoren sind nahe dem Flugzeugschwerpunkt hinter den Pilotensitzen installiert. Im Reiseflug wird der e-Genius üblicherweise mit Leistungen zwischen 10 und 20 kW betrieben.
Zur Erprobung und Erforschung des hybrid-elektrischen Fliegens wurde der e-Genius im Jahr 2015 mit einem externen „plug and fly“-Range-Extender ausgestattet. Dieser befand sich in einem Anbaubehälter, der in kurzer Zeit an der Unterseite der rechten Tragfläche montiert werden konnte. Der Range-Extender bestand aus einem Wankelmotor mit Generator, Kühlsystem, Abgassystem und Treibstofftanks. Zum Ausgleich der Zusatzmasse wurde die Akkukapazität um ein Viertel verringert. Damit sank auch die batterie-elektrisch verfügbare Reichweite auf 300 km. Die Gesamtreichweite mit diesem Range-Extender soll 1000 km betragen.
Da für den Typus der elektrisch angetriebenen Flugzeuge bislang keine ausreichende Datengrundlage für FE-Simulationsmodelle besteht, wurde der e-Genius in einer Studie der experimentellen Modalanalyse unterzogen. Der Modaltest der Modellnachbildung des Maßstabes 1:3 mit ca. 40 kg Masse und einer Spannweite von 5,6 m liefert Erkenntnisse über das Schwingverhalten und die Strukturdynamik. Dies ist speziell hinsichtlich der zugrundeliegenden Werkstoffe erforderlich – ein Materialmix mit anisotropen, d. h. richtungsabhängigen Eigenschaften – um resultierende Parameter wie Dämpfungseigenschaften belastbar für FE-Simulationen zu nutzen.

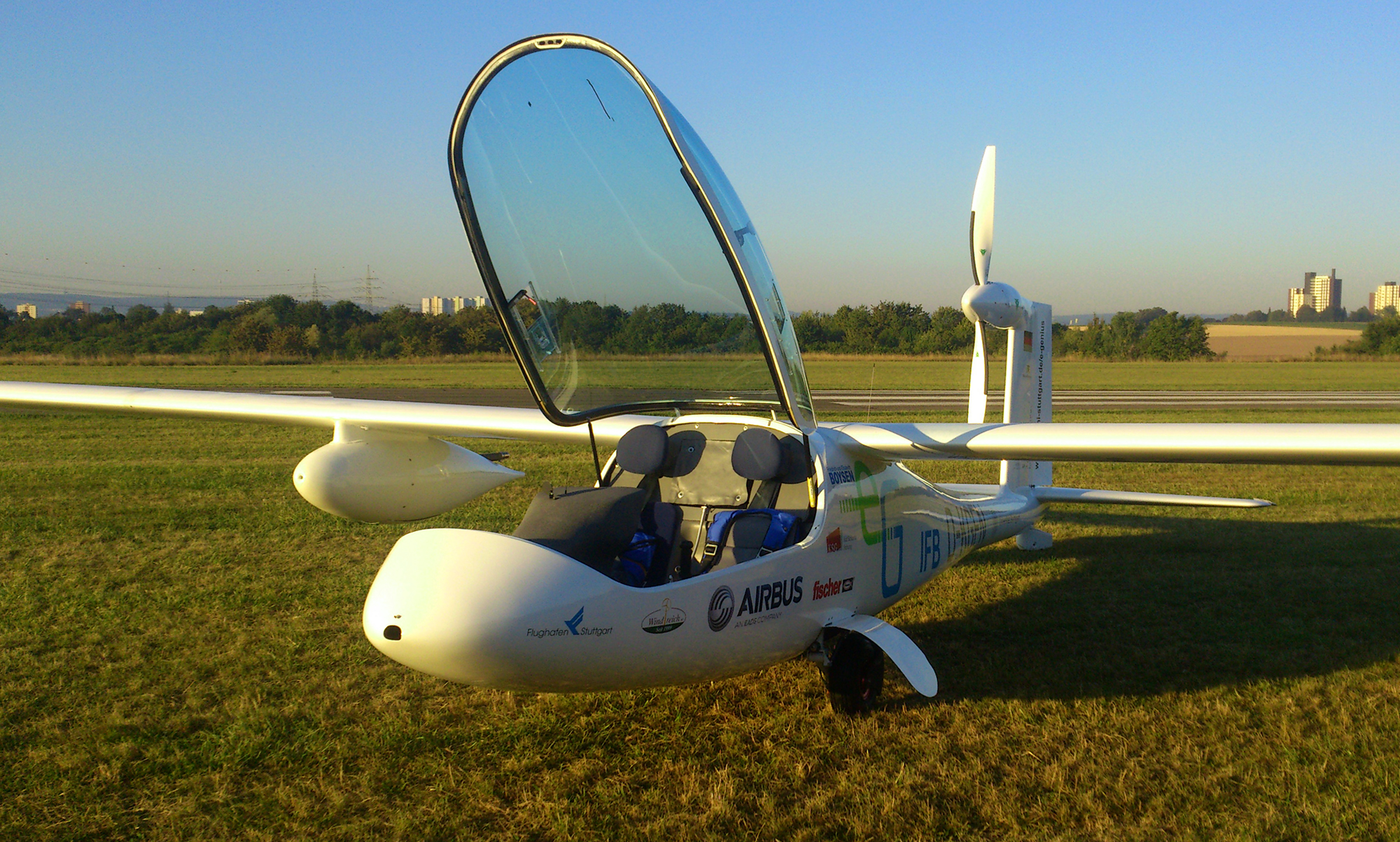
e-Genius mit externem Range Extender

Im Jahr 2016 wurde damit begonnen, die Umrüstung auf ein Diesel/Jet-A-Generatorsystem vorzubereiten. Dabei kommt ein Dreizylinder-Dieselmotor vom Typ OM660 zum Einsatz, welcher im Mittelrumpf untergebracht wird. Neue Akkupacks sind so ausgelegt, dass die Kapazität für den batterie-elektrischen Start und Steigflug auf FL 100 sowie 30 Minuten Flugreserve ausreicht. Im Streckenflug wird der Antrieb vom Generatorsystem mit Strom versorgt und bei Bedarf auch die Akkus wieder geladen. Ein Verbrauch kleiner 3 l/100 km (bei 160 km/h Reisegeschwindigkeit) wird angestrebt. Der externe Anbau-Range-Extender wird dann nicht mehr verwendet.
Wesentliches Merkmal der beiden Hybridauslegungen ist der batterie-elektrische Betrieb des Flugzeugs in Bodennähe, d. h., dass Start und Steigflug ohne Hybrid-Unterstützung und ausschließlich mit Batterieleistung möglich sind. Dadurch wird erreicht, dass die sehr geringe Schallemission des e-Genius im weiten Bereich um Flugplätze uneingeschränkt erhalten bleibt.

## Rekorde
Der e-Genius hält (Stand: Oktober 2018) in der Kategorie elektrische Motorflugzeuge mit MTOM zwischen 500 kg und 1000 kg folgende FAI-Weltrekorde:
| Art des Rekordes                                     | Wert        | Datum            |
| ---------------------------------------------------- | ----------- | ---------------- |
| Maximale Flughöhe                                    | 6375 m      | 19. Juli 2014    |
| Maximale Flughöhe im Horizontalflug                  | 6350 m      | 19. Juli 2014    |
| Geschwindigkeit über 15 km                           | 239,29 km   | 1. November 2017 |
| Geschwindigkeit über 100 km                          | 221,86 km   | 1. November 2017 |
| Geschwindigkeit über 500 km                          | 93,03 km/h  | 18. Juli 2014    |
| Distanz über eine geschlossene Strecke               | 502,7 km    | 18. Juli 2014    |
| Geschwindigkeit über geschlossene Strecke von 500 km | 207,65 km/h | 20. April 2022   |

Alle diese Rekorde wurden von Klaus Ohlmann erflogen.

## Technische Daten
| Kenngröße             | Elektroflugzeug                                             | Mit externem Range-Extender                                 | Mit internem Range-Extender                                 |
| --------------------- | ----------------------------------------------------------- | ----------------------------------------------------------- | ----------------------------------------------------------- |
| Besatzung             | 1 + 1                                                       | 1 + 1                                                       | 1 + 1                                                       |
| Länge                 | 8,10 m                                                      | 8,10 m                                                      | 8,10 m                                                      |
| Spannweite            | 16,86 m                                                     | 16,86 m                                                     | 16,86 m                                                     |
| Höhe (ohne Propeller) | 2 m                                                         | 2 m                                                         | 2 m                                                         |
| Flügelfläche          | 14,3 m²                                                     | 14,3 m²                                                     | 14,3 m²                                                     |
| Flügelstreckung       | 21                                                          | 21                                                          | 21                                                          |
| Gleitzahl             | 34 bei 140 km/h                                             | ca. 29                                                      | 34                                                          |
| Geringstes Sinken     | 1,15 m/s bei 120 km/h                                       | nicht vermessen                                             | 1,15 m/s bei 120 km/h                                       |
| Nutzlast              | bis 200 kg                                                  | bis 200 kg                                                  |                                                             |
| Leermasse             | 735 kg                                                      | 740 kg 1/675 kg 2                                           |                                                             |
| max. Startmasse       | 915 kg                                                      | 950 kg 1/875 kg 2                                           | 900 / 950 kg                                                |
| Batteriemasse         | 280 kg                                                      | 210 kg                                                      | 145 kg                                                      |
| Reisegeschwindigkeit  | 140–200 km/h                                                | 140–180 km/h                                                | 140–200 km/h                                                |
| Höchstgeschwindigkeit | 270 km/h                                                    | 180 km/h                                                    | 270 km/h                                                    |
| Steigleistung         | 4,5 m/s bei MTOW                                            | 4,0 m/s bei MTOW                                            | 4,5 m/s bei MTOW                                            |
| Reichweite            | > 400 km                                                    | 1000 km                                                     | > 1000 km                                                   |
| Antrieb               | Elektromotor mit 72 kW Maximalleistung, Zweiblatt-Propeller | Elektromotor mit 72 kW Maximalleistung, Zweiblatt-Propeller | Elektromotor mit 72 kW Maximalleistung, Zweiblatt-Propeller |
| Range-Extender        |                                                             | Benzin-Wankelmotor                                          | Dieselmotor OM660                                           |